# Hüttstadl (Fichtelberg)
Hüttstadl ist ein Gemeindeteil der Gemeinde Fichtelberg im Landkreis Bayreuth (Oberfranken, Bayern). Hüttstadl liegt in der Gemarkung Fichtelberg.

## Geografie
Das Dorf Hüttstadl bildet mit der Einöde Hüttstadl im Osten und St. Veit im Südwesten eine geschlossene Siedlung. Sie liegt am Glaserbach (im Unterlauf Schnaitbach genannt), einem rechten Zufluss der Fichtelnaab; im Westen grenzt der Staatsforst Fichtelberg an. Eine Gemeindeverbindungsstraße führt nach Oberlind zur Staatsstraße 2181 (1,8 km nordöstlich).

## Geschichte
Der Ort wurde im Jahr 1514 als „Hutstettl, Öde an dem Schottenbühl“ erstmals schriftlich erwähnt. 1596 bestand „Hitzstettlein“ aus zwei Gütern. Das Hochgericht stand dem Kurfürstlichen Landrichteramt Waldeck-Kemnath zu. 1690 wurde der Ort dem Bergamt Fichtelberg weitestgehend einverleibt, lediglich ein Häusel verblieb dem Landgericht. 1792 unterstanden dem Bergamt drei Untertanen mit insgesamt 31⁄16 Hoffuß. Außerdem gab es zwei landsässische Anwesen der Gutherrschaft Ebnath. Sie hatten 1⁄4 bzw. 1⁄12 Hoffuß.
Mit dem Ersten Gemeindeedikt wurde Hüttstadl dem 1808 gebildeten Steuerdistrikt Mehlmeisel und der 1818 gebildeten Ruralgemeinde Neubau zugewiesen (1933 in Fichtelberg umbenannt). Ein kleiner Teil gehörte zur zugleich gebildeten Ruralgemeinde Mehelmeisel.

### Baudenkmäler
- Bildstock

### Einwohnerentwicklung von Hüttstadl mit St. Veit
| Jahr      | 001818 | 001824 | 001861 | 001871 | 001885 | 001900 | 001925 | 001950 | 001961 | 001970 | 001987 |
| Einwohner | 41     | 104    | 148    | 105 *  | 100 *  | 46 *   | 130    | 115    | 100    | 116    | 102    |
| Häuser    |        | 12     |        |        | 13 *   | 5 *    | 19     | 19     | 23     |        | 98     |
| Quelle    | [ 11 ] | [ 8 ]  | [ 12 ] | [ 13 ] | [ 14 ] | [ 15 ] | [ 16 ] | [ 17 ] | [ 18 ] | [ 19 ] | [ 1 ]  |

## Religion
Hüttstadl ist römisch-katholisch geprägt und nach Mariä Verkündigung (Fichtelberg) gepfarrt.